# Kathryne Dora Brown
Kathryne Dora Brown (nascida em 10 de fevereiro de 1971) é uma atriz norte-americana.

## Biografia
Nasceu na  cidade de Los Angeles, a atriz é parente da atriz Tyne Dalye do ator Georg Stanford Brown.